# 曼谷都会区

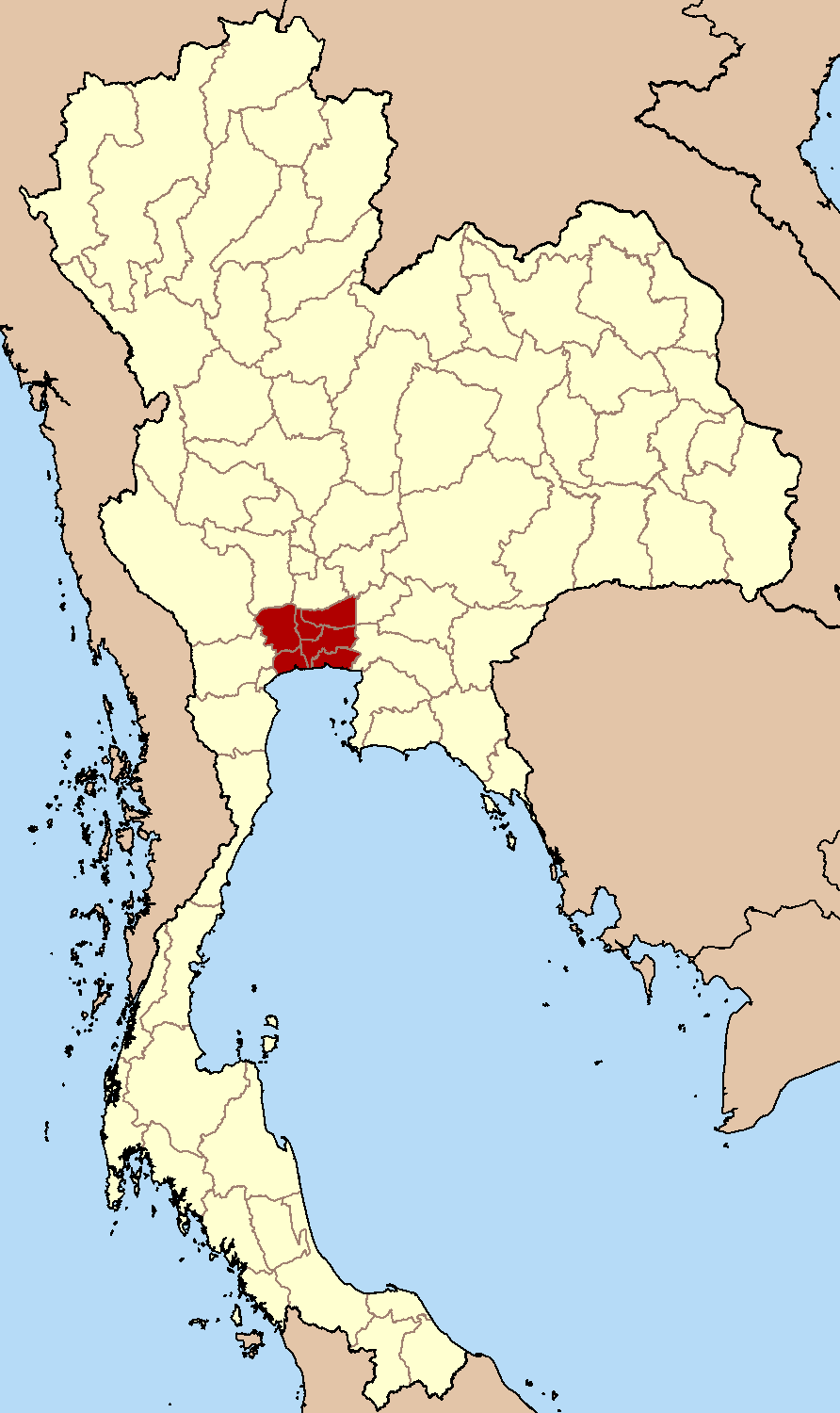
曼谷都会区地图

曼谷都会区 (BMR）(皇家轉寫： ; 字面意思： '曼谷和周边地区' )，即泰国政府所定义的"政治上的"曼谷市区和曼谷周围地区。
在政治上，曼谷都会区包括曼谷市区和五个相邻的府。即佛统府、巴吞他尼府、暖武里府、北榄府 (沙没巴干府)和色军府 (沙没沙空府）。

## 区域和人口
曼谷都会区占地约7762平方千米。
因为曼谷成功发展了体量庞大的服务业和旅游业，所以该区域吸引了许多来自临近农村地区以及来自各个东南亚、南亚国家的劳动力前来工作。 在过去20至30年，已经有大量印度人 (特别是旁遮普人、古吉拉特人、泰米尔人和普什图人)、波斯人、葡萄牙人、下高棉人、孟族人、 中国人以及其他移民到曼谷工作。 大量的工人合法居住在曼谷都会区的郊区和周边地区，他们会在早晨进入曼谷市区工作。 而曼谷都会区(即所谓"曼谷市")的人口也会从夜间的八百万人增加到日间的九百万人。话虽如此，但人口在日间涌入曼谷大都市地区的趋势相对来说不是很明显。在某种意义上，人口的涌入更多来说是季节性的，这一季节性趋势更多取决于泰国其它的农村地区是处于农耕季节还是农闲季节。

## 建构过程
曼谷自1960年代人口达到200万人后便开始迅速的城市化。自1980年代以来，大曼谷地区的城市地区自曼谷城区逐步扩散到曼谷相邻各府，最初是扩展到曼谷北部和南部地区。 由于郊区化趋势，曼谷的城市核心区仍然是极其拥挤，直到2000年代初期这一地区的交通拥堵情况以及十分严重。 以前相互孤立的乡村地区之间也因住满了工薪阶层而变得更加拥挤。这一向外扩展的郊区化趋势也使得靠近地铁站的 停车换乘 大量出现。
类似于洛杉矶，曼谷正在转变为一个交通四通八达的地区，而不是像以前那样车流仅仅简单地流向中心地区。郊区化吞没了越来越多的田野和沼泽，尽管曼谷本身还有一部分并未建成。 首先被郊区化的地区是巴吞他尼府，暖武里府和北榄府。其他地区则被整合进沙没沙空府（Samut Sakhon）和佛统府（Nakhon Pathom）。而北榄府，暖武里府，巴吞他尼府和沙没沙空府都有自己历史悠久的市中心。 
由于缺乏严格的土地使用分区法律，曼谷都会区的增长显得杂乱无章。 像耀华力，暹罗，素坤逸，沙吞这样的中央地区也因外国投机者被允许购买公寓而地价疯涨，从而引发曼哈顿化 。同时，因为城市周边地区逐渐被开发，进而导致了府与府之间的边界不再像以前那样明显。而且，因为在过去二十年间，曼谷的城市蔓延速度明显加快，所以曼谷都市管理局也试图解决通勤时间，污染和空气质量恶化等问题。除了上述问题之外，曼谷都会区的空气质量逐年下降    、在曼谷市区以外仍然缺乏高效的公交网络以及缺乏透明且高效的解决环境问题的措施等问题也亟需解决。 

### 人口
| 行政区               | 面积 </br> 平方公里 | 人口 （2000年数据） | 人口 （2010年数据） | 人口 （2011年 DPA注册 ） | 人口 （2016年12月DPA注册** ） | 人口 （2012年7月泰国国家统计局统计 ） | 人口密度 居民/公里2 （2017 NSO） |
| -------------------- | ------------------- | ------------------- | ------------------- | ------------------------ | ----------------------------- | ------------------------------------- | -------------------------------- |
| 曼谷都会区           | 1,568.737           | 6,355,144           | 8,249,117           | 5,674,843                | 5,686,646                     | 8,750,600                             | 5,578                            |
| 暖武里府             | 622.30              | 816,614             | 1,333,623           | 1,122,627                | 1,211,924                     | 1,549,000                             | 2,489                            |
| 北榄府（沙没巴干府） | 1,004.50            | 1,028,401           | 1,828,044           | 1,223,302                | 1,293,553                     | 2,089,200                             | 2,080                            |
| 巴吞他尼府           | 1,525.90            | 677,649             | 1,326,617           | 1,010,898                | 1,111,376                     | 1,495,100                             | 979                              |
| 色军府（沙没沙空府） | 872.30              | 466,281             | 885,559             | 499,098                  | 556,719                       | 971,200                               | 1114                             |
| 佛统府               | 2,168.30            | 815,122             | 942,560             | 866,064                  | 905,008                       | 1,079,400                             | 497                              |
| BMR                  | 7,762               | 10,159,211          | 14,565,520          | 10,396,832               | 10,765,226                    | 15,931,300                            | 2,053                            |

## 交通
截至2012年10月31日，曼谷大都会区圈有已注册车辆约7,384,934辆，大约每两人一辆。  为了缓解随之而来的交通拥堵，曼谷正在进行大规模的轨道交通的开发，但其建设对主干道的交通造成了很大干扰。 

## 邦卡超的破坏
位于北榄府帕普拉丹的邦卡超地區 (Bang Kachao)，因擁有茂密的植被、又因三面被昭拍耶河環繞而有「綠肺」(ปอดสีเขียว) 與「猪肚」(กระเพาะหมู) 之美名。
邦卡超是曼谷都会区域内最后一个未被破坏的林区。但这一区域也日益受到城市扩张的威胁，特别是因为当北榄府政府当局实施了新的城市规划方案之后，该地区的存续问题也逐渐白热化。该计划将原本的纯绿色林区更改为“绿和白”区域，这就意味着居民可以在这一区域种植农作物。邦卡超（Bang Kachao）地区的面积共11,818莱，相当于帕丹（Phra Pradaeng）地区六个乡的大小。 

## 友情链接
- 泰国内政部 （页面存档备份，存于）
- 国家统计办公室